# Borkovec
 Borkovec  falu Horvátországban Krapina-Zagorje megyében. Közigazgatásilag Zlatarhoz  tartozik.

## Fekvése
Krapinától 18 km-re délkeletre, községközpontjától 2 km-re északkeletre a Horvát Zagorje területén fekszik.

## Története
A településnek 1857-ben 206, 1910-ben 378 lakosa volt. Trianonig Varasd vármegye Zlatari járásához tartozott. 2001-ben 246 lakosa volt.

## Nevezetességei
A borkoveci kastélyt 1795-ben építették a Zlatartól északra fekvő magaslaton. Téglalap alakú alaprajzú egyemeletes épületként, amelyet oromzatos nyeregtetővel fedtek be. Térben szimmetrikusan elrendezésű, egy középső előcsarnokkal, melynek mindkét oldalán két szoba van. Az előcsarnokból egy háromszintes lépcső vezet az első emeletre, ahol a földszint alaprajza alapvetően megismétlődik, de a központi rész lényegesen szélesebb, mint a földszinten. A kastély külseje egyszerű. A főhomlokzatot sekély csíkokból álló rács tagolja, amelyek két különböző téglalap alakú, két emeletet átívelő mezőt alkotnak.

## Külső hivatkozások
- Zlatar hivatalos oldala
- Zlatar információs portálja